# Efik (Volk)

Karte der Sprachen Nigerias, (Efik-)Ibibio findet sich in der südöstlichsten Landesecke

Die Efik (oder Efik-Ibibio) sind ein im Mündungsgebiet der Flüsse Calabar und Cross-River im Südosten Nigerias lebendes Volk. Das Siedlungsgebiet der Efik umfasst den Süden des Cross-River-Staats und einen Landstrich im östlich angrenzenden Kamerun. Ihr kulturelles und politisches Zentrum ist die Stadt Calabar, die von ihnen um 1600 gegründet worden ist. Insgesamt gehören etwa 500.000 Menschen zu den Efik. Sie sprechen Efik, eine eng mit Ibibo verwandte Sprache. Die meisten Efik sind Mitglied verschiedener evangelischer Kirchen.
Der Name des Volkes ist vom Ibibio-Verb fik (dt. unterdrücken) abgeleitet. Die Efik übernahmen den Namen trotz des negativen Beiklangs, sie selbst bezeichneten sich auch als Iboku (dt. etwa: die mit den Igbo im Streit liegen). Beides weist auf ihre kriegerische Vergangenheit im Cross-River-Delta hin.

## Geschichte
Die Efik sind wie die Ibibio in der ersten Hälfte des 16. Jahrhunderts vermutlich aus dem Norden in ihr heutiges Siedlungsgebiet eingewandert. Neben der Landwirtschaft und dem Fischfang wurde der Handel frühzeitig die wichtigste Lebensgrundlage. Sie tauschten vor allem Salz und Fisch gegen landwirtschaftliche Produkte, die sie nicht in genügendem Maße selbst erzeugten. Da das Mündungsgebiet von Calabar und Cross-River einen der besten Naturhäfen an der westafrikanischen Küste ist, kamen die Efik schon früh mit europäischen Händlern in Kontakt, die dort auf dem Weg nach Indien Station machten.
Ungefähr an der Wende vom 16. und 17. Jahrhundert begannen die Efik Städte zu gründen, deren älteste war Ikot Etundo. Sie wurde von den Europäern Creek Town genannt. Die bedeutendsten Gründungen waren aber Old Town (Obutong heute Calabar) und New Town am Calabar-Fluss. Sie wurden zu Zentren des Handels mit den Europäern. Die Städte der Efik hatten 1000 bis 5000 Einwohner. Die Bevölkerung war in Familienclans (Häuser) eingeteilt, die sich jeweils als Nachkommen der Gründer verstanden. Die Clans bewohnten eigene Bezirke, die von einem Oberhaupt (Fürst) mit Unterstützung eines Ältestenrats geführt wurden. Creek Town umfasste ursprünglich drei solcher auf Abstammung gegründeter Häuser. Erst Ende des 17. Jahrhunderts entstand im Zusammenhang mit den zunehmenden Handelsaktivitäten das Amt des Stadtoberhaupts. Diese bezeichneten sich den Europäern gegenüber als König. Ein Reich, also einen über die Städte hinausgehenden Territorialstaat, haben die Efik nicht ausgebildet. Überregional wurden die gesellschaftlichen und wirtschaftlichen Beziehungen der Efik von einer einflussreichen Geheimgesellschaft geregelt. Die so genannte Leopardengesellschaft hatte auch religiöse Funktionen.
Schon vor dem Kontakt mit den Europäern war die Sklaverei bei den Efik, wie auch bei vielen anderen Völkern der Region, als Institution etabliert. Die Sklaven wurden zur Bewirtschaftung von Plantagen eingesetzt, sie dienten in den Haushalten ihrer Herren und als Ruderer der großen Kanus, mit denen die Efiks auf den Flüssen Handel trieben. Aus dem eigenen Volk kamen Leute wegen Armut und Schulden in die Sklaverei, andere Sklaven wurden in Kriegen gefangen.
Seit dem Ende des 17. Jahrhunderts etablierte sich der überseeische Sklavenhandel aus Old-Calabar. Vor allem englische Schiffe liefen das Gebiet an und kauften von den Efik Sklaven für die amerikanischen Kolonien. Im 18. Jahrhundert wurden über Calabar zehntausende Sklaven an die Engländer verkauft. Die Gesamtzahl ist in der Forschung umstritten, aber es sind insgesamt mehr als 1 Million Menschen gewesen und Old-Calabar war der wichtigste Sklavenhandelsplatz in ganz Afrika. Von dort sollen fast ein Drittel aller Sklaven in die amerikanischen Kolonien gekommen sein.
Der Sklavenhandel mit den Europäern bescherte der Wirtschaft der Efik lang anhaltende Prosperität und veränderte ihre Gesellschaft tiefgreifend. An die Spitze der Gesellschaft traten die Inhaber erfolgreicher Handelshäuser mit einer zahlreichen Klientel, die sich nun nicht mehr auf Verwandtschaftsverhältnisse gründete. Erfolgreich verwehrten die Efik den Europäern die Ansiedlung in Old-Calabar. Diese durften dort keine Forts anlegen. Vielmehr mussten die Kapitäne der europäischen Schiffe Handelsabgaben an die Stadtoberhäupter von Old Town und New Town zahlen. Viele Efikhändler eigneten sich die englische Sprache an, sie übernahmen Teile der europäischen Kultur, vor allem auch die Schrift, die für die erfolgreiche Abwicklung des Handels mit den Europäern von zentraler Bedeutung war. Die Efikhändler standen in stetem Briefwechsel mit ihren englischen Geschäftspartnern. Im 18. Jahrhundert schickten manche Efik, ermutigt von den Europäern, ihre Söhne zur Ausbildung nach England. Das Christentum fand in jener Zeit keinen Eingang bei den Efik; an der Missionierung hatten die Kapitäne der europäischen Sklavenschiffe aber auch kein Interesse. Die beherrschende ökonomische Stellung der Efik in der Calabar-Region gründete sich darauf, dass sie eine Schlüsselstelle im atlantischen Dreieckshandel innehatten. Sie waren in der Lage, den Europäern die Sklaven zu verschaffen, und bekamen dafür in Afrika begehrte Handelsgüter: Metallwaren, Waffen, europäische Kleidung u. a. m. Diese Waren bildeten nicht zuletzt auch das Kapital, mit denen sie Völkern im Inland, z. B. den Aro, Sklaven abkauften. Nur selten unternahmen die Efik im 18. Jahrhundert selbst Raubzüge, um Sklaven einzufangen.
Bis 1767 war Old Town unter den Herrschern aus der Familie Robin-John die wichtigste Handelsstadt. Durch einen Überfall konnte Ephraim Duke, der Fürst von New Town, die Vormacht der Robin-Johns brechen. Fortan war seine Stadt der bedeutendste Handelsplatz.
Nach dem Verbot des Sklavenhandels zu Beginn des 19. Jahrhunderts durch ein Gesetz des britischen Parlaments änderte sich die Wirtschaft der Efik stark. Die Stadtherren forcierten nun die Plantagenwirtschaft. Sie wurden im Laufe des 19. Jahrhunderts zum weltweit wichtigsten Exporteur von Palmöl. In dieser Zeit begannen schottische Presbyterianer mit der Missionierung der Efik. 1884 wurde Old-Calabar unter britisches Protektorat gestellt. Die Handelselite und die Stadtoberhäupter behielten aber ihren Einfluss. Bis heute gibt es in Calabr einen König der Efik (Obong).